# جرالد شونفلد
جرالد شونفلد (انگلیسی: Gerald Schoenfeld؛ ۲۲ سپتامبر ۱۹۲۴ – ۲۵ نوامبر ۲۰۰۸) بود.
از فیلم‌ها یا برنامه‌های تلویزیونی که وی در آن نقش داشته است می‌توان به برادوی دنی رز اشاره کرد.